# Hans Hörner (Dirigent)
Hans Hörner (* 30. Januar 1903 in München; † 8. Mai 1968 in Tokio) war ein deutscher Dirigent.

## Leben
Hörner studierte in München, Kiel, wo er über die Hamburger Passionsmusiken Georg Philipp Telemanns promovierte, und Athen. Zu Beginn seiner Karriere war er Kapellmeister in Saarbrücken und Leipzig. Während der deutschen Besatzung Griechenlands im Zweiten Weltkrieg leitete er die Nationaloper und das Staatsorchester in Athen und dirigierte nach dem Krieg ein Orchester in einem britischen Kriegsgefangenenlager in Ägypten. Nach seiner Freilassung 1948 war er Leiter des Opernhauses in Ankara und Leiter der Symphoniekonzerte. Hörner leitete dabei das Orchester beim Festakt 1953, als Atatürks sterbliche Überreste in das Anıtkabir überführt wurden.
Er war ferner Chefdirigent der Stuttgarter Philharmoniker und schließlich Dirigent und Lehrer für Dirigieren in Tokio.
Erhart Kästner verewigte Hörner in der Figur des Haffner in seinem Zeltbuch von Tumilad.
1966 wurde Hörner das deutsche Verdienstkreuz 1. Klasse verliehen.

## Reportage
- Winfried Zehetmeier: Wer war Haffner? Das abenteuerliche Leben des Münchner Dirigenten Hans Hörner. Bayern 2, 8. März 2009